# Melaloncha plaumanni
Melaloncha plaumanni är en tvåvingeart som beskrevs av Borgmeier 1938. Melaloncha plaumanni ingår i släktet Melaloncha och familjen puckelflugor. Inga underarter finns listade i Catalogue of Life.